# متار

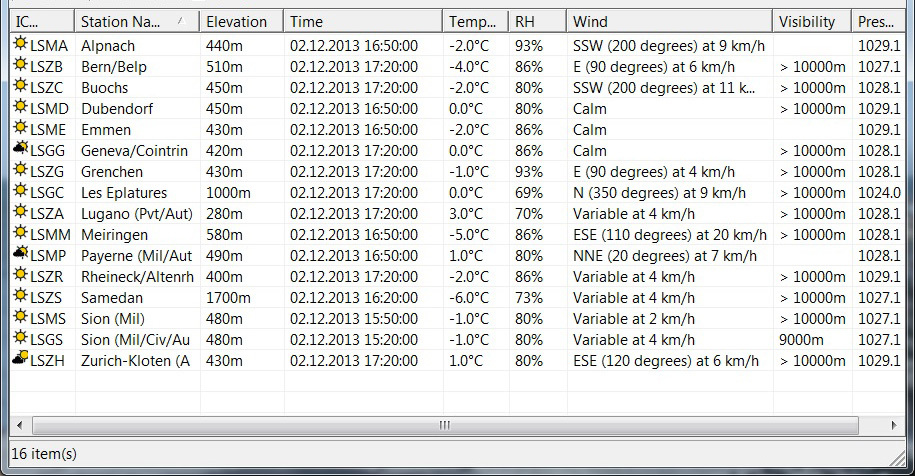
یک نمونه اطلاعات رمزگشایی شده در فرمت متار برای فرودگاه‌های سوئیس

متار(به انگلیسی: METAR) فرمتی است برای گزارش اطلاعات هواشناسی. گزارش هواشناسی متار عمدتا به وسیلهٔ خلبانان برای انجام بریفینگ آب‌وهوایی پیش از پرواز و همچنین به وسیلهٔ هواشناسانی که از اطلاعات متار برای پیش‌بینی وضع هوا سود می‌برند به کار می‌رود.

متار خام محبوب‌ترین فرمت در جهان برای انتقال داده‌های هواشناسی مشاهداتی است. این فرمت استاندارد سازمان بین المللی هوانوردی کشوری(ایکائو) است که به وسیلهٔ این سازمان در سطح جهان شناسانده شده‌است.
متار عمدتا از فرودگاه یا ایستگاه‌های هواشناسی دائمی پخش می‌گردد. گزارش متار یک بار در ساعت یا نیم ساعت در ساعت داده می‌شود، ولی اگر شرایط آب‌وهوایی خیلی متغیر باشد گزارش‌های ویژه داده می‌شود. برخی از متارها به وسیلهٔ ایستگاه‌های هواشناسی خودکار فرودگاهی که در فرودگاه‌ها یا پایگاه‌های نظامی و دیگر سایت‌ها مستقر هستند رمزگذاری می‌شوند.

## اسپیسی
اسپیسی (به انگلیسی: SPECI) گزارش ویژه دیدبانی هواشناسی هوانوردی در فرودگاه است و هنگامی صادر می شود که ویژگی های جو در فرودگاه مانند تغییرات سمت و سرعت باد، دید افقی و قائم، ارتفاع پایه ابر و پدیده های جوی به میزان قابل توجهی تخریب شود و یا بهبود یابد. فرمت گزارش های متار و اسپیسی مشابه است و معنای کدهای مورد استفاده در هر دو گزارش همسان است.